# Marco Sangalli
Marco Sangalli Fuentes (San Sebastián, 7 febbraio 1992) è un calciatore spagnolo, attaccante del Racing Santander.

## Carriera
Cresciuto nel settore giovanile della Real Sociedad, ha esordito in prima squadra il 24 agosto 2013, nella partita di campionato pareggiata per 1-1 contro l'Elche. Il 12 luglio 2014 viene ceduto in prestito all'Alavés; rimasto svincolato, il 27 giugno 2015 firma un biennale con il Mirandés. Il 4 luglio 2017, dopo la retrocessione del club castigliano in Segunda División B, viene tesserato fino al 2019 dall’Alcorcón.

## Statistiche

### Presenze e reti nei club
Statistiche aggiornate al 14 dicembre 2020.
| Stagione               | Squadra                | Campionato             | Campionato | Campionato | Coppe nazionali | Coppe nazionali | Coppe nazionali | Coppe continentali | Coppe continentali | Coppe continentali | Altre coppe | Altre coppe | Altre coppe | Totale | Totale |
| Stagione               | Squadra                | Comp                   | Pres       | Reti       | Comp            | Pres            | Reti            | Comp               | Pres               | Reti               | Comp        | Pres        | Reti        | Pres   | Reti   |
| ---------------------- | ---------------------- | ---------------------- | ---------- | ---------- | --------------- | --------------- | --------------- | ------------------ | ------------------ | ------------------ | ----------- | ----------- | ----------- | ------ | ------ |
| 2011-2012              | Real Sociedad B        | SDB                    | 24         | 3          | -               | -               | -               | -                  | -                  | -                  | -           | -           | -           | 24     | 3      |
| 2012-2013              | Real Sociedad B        | SDB                    | 33         | 1          | -               | -               | -               | -                  | -                  | -                  | -           | -           | -           | 33     | 1      |
| 2013-2014              | Real Sociedad B        | SDB                    | 34         | 2          | -               | -               | -               | -                  | -                  | -                  | -           | -           | -           | 34     | 2      |
| Totale Real Sociedad B | Totale Real Sociedad B | Totale Real Sociedad B | 91         | 6          |                 | -               | -               |                    | -                  | -                  |             | -           | -           | 91     | 6      |
| 2013-2014              | Real Sociedad          | PD                     | 2          | 0          | CR              | 1               | 0               | UCL                | 0                  | 0                  | -           | -           | -           | 3      | 0      |
| 2014-2015              | Alavés                 | SD                     | 36         | 0          | CR              | 3               | 1               | -                  | -                  | -                  | -           | -           | -           | 39     | 1      |
| 2015-2016              | Mirandés               | SD                     | 36         | 6          | CR              | 7               | 0               | -                  | -                  | -                  | -           | -           | -           | 43     | 6      |
| 2016-2017              | Mirandés               | SD                     | 39         | 2          | CR              | 1               | 1               | -                  | -                  | -                  | -           | -           | -           | 40     | 3      |
| Totale Mirandés        | Totale Mirandés        | Totale Mirandés        | 75         | 8          |                 | 8               | 1               |                    | -                  | -                  |             | -           | -           | 83     | 9      |
| 2017-2018              | Alcorcón               | SD                     | 28         | 1          | CR              | 1               | 0               | -                  | -                  | -                  | -           | -           | -           | 29     | 1      |
| 2018-2019              | Alcorcón               | SD                     | 36         | 2          | CR              | 1               | 0               | -                  | -                  | -                  | -           | -           | -           | 37     | 2      |
| Totale Alcorcón        | Totale Alcorcón        | Totale Alcorcón        | 64         | 3          |                 | 2               | 0               |                    | -                  | -                  |             | -           | -           | 66     | 3      |
| 2019-2020              | Real Oviedo            | SD                     | 39         | 5          | CR              | 0               | 0               | -                  | -                  | -                  | -           | -           | -           | 39     | 5      |
| 2020-2021              | Real Oviedo            | SD                     | 18         | 4          | CR              | 0               | 0               | -                  | -                  | -                  | -           | -           | -           | 18     | 4      |
| Totale Real Oviedo     | Totale Real Oviedo     | Totale Real Oviedo     | 57         | 9          |                 | 0               | 0               |                    | -                  | -                  |             | -           | -           | 57     | 9      |
| Totale carriera        | Totale carriera        | Totale carriera        | 325        | 26         |                 | 14              | 2               |                    | 0                  | 0                  |             | -           | -           | 339    | 28     |